# Beaver Brook, Wisconsin
Beaver Brook là một thị trấn thuộc quận Washburn, tiểu bang Wisconsin, Hoa Kỳ. Năm 2010, dân số của thị trấn này là 678 người.